# Dipartimento di Tchirozerine
Il dipartimento di Tchirozerine è un dipartimento del Niger facente parte della regione di Agadez. Il capoluogo è Tchirozerine.

## Geografia antropica
Il dipartimento di Tchirozerine è suddiviso in 6 comuni:

### Comuni urbani
- Agadez
- Tchirozerine

### Comuni rurali
- Aderbissinat
- Dabaga
- Ingall
- Tabelot